# Ossip Petrov
Ossip Petrov (Elisabetgrad, 1807 - Sant Petersburg, 1878) fou un cantant rus.
Va tenir molts triomfs en el Teatre Imperial de Sant Petersburg, sobretot en el rol d'Ivan Susasine de l'òpera Una vida pel tsar, del que en fou creador, Glinka, l'autor d'aquesta obra va escriure expressament per a Petrov el paper de Ruslan de l'òpera Ruslan i Liudmila, del que quasi cap altre cantant se'n pot encarregar, ja que l'extensió de la veu de Petrov era i durant molts anys ha estat poc comuna. A més, fou, un actor genial, que sabia personificar meravellosament alguns tipus russos.
Entre els seus altres èxits hi figuren els rols d'Ivan el Terrible a La Pskovitaine, de Warlaam; Borís Godunov, etc., dels que en va fer la creació. La seva veu es distingí, no tan sols per l'extensió, sinó també per la bellesa i igual-dat de timbre.
L'esposa de Petrov, era de la nissaga Varobiev, i fou una notable contralt, que figurà durant molt de temps en la companyia d'òpera de Sant Petersburg.